# Halbenrain
Halbenrain is een gemeente (marktgemeinde) in de Oostenrijkse deelstaat Stiermarken, en maakt deel uit van het district Südoststeiermark.
Halbenrain telt 1.676  inwoners (2023).
Bad Gleichenberg · Bad Radkersburg · Deutsch Goritz · Edelsbach bei Feldbach · Eichkögl · Fehring · Feldbach · Gnas · Halbenrain · Jagerberg · Kapfenstein · Kirchbach-Zerlach · Kirchberg an der Raab · Klöch · Mettersdorf am Saßbach · Mureck · Paldau · Pirching am Traubenberg · Riegersburg · Sankt Anna am Aigen · Sankt Peter am Ottersbach · Sankt Stefan im Rosental · Straden · Tieschen · Unterlamm
- Gemeinsame Normdatei: 4683133-2
- Virtual International Authority File: 237016809
- WorldCat: E39PBJmXMhGcHtQgB8YXC6dPcP